# Franck Perera

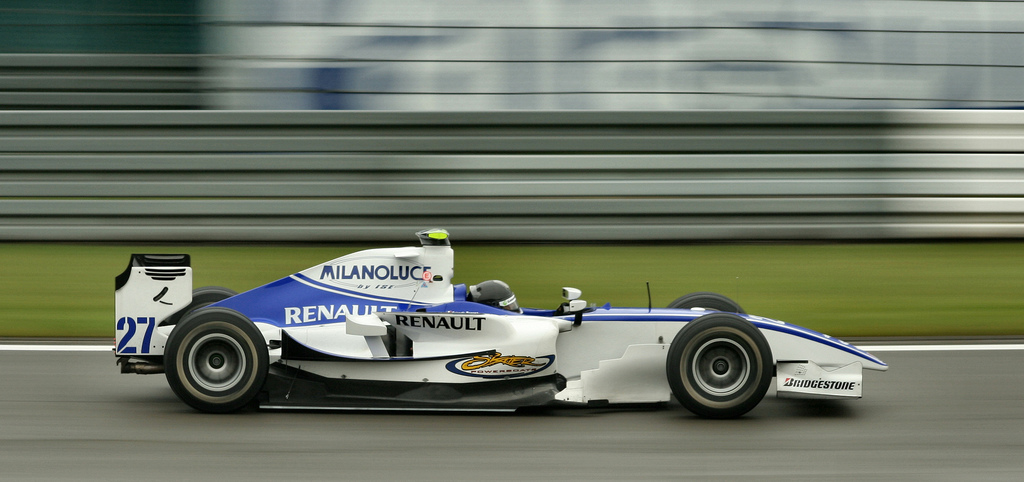
Franck Perera, 2009 am Nürburgring, bei einem Rennen zur GP2-Serie

Franck Perera (* 21. März 1984 in Montpellier) ist ein französischer Autorennfahrer.

## Karriere
1995 begann Perera seine Karriere im Kartsport, 1999 wurde er Kart-Weltmeister in der Formel A. Nachdem er 2001 an der italienischen Formel Renault Wintermeisterschaft teilgenommen hatte, startete er 2002 in der italienischen Formel Renault. In dieser Serie erreichte er den Achten Gesamtrang und nahm außerdem am Formel Renault 2.0 Eurocup teil. 2003 sicherte sich der Franzose den Meistertitel der italienischen Formel Renault. Zusätzlich war Perera im Formel Renault 2.0 Eurocup aktiv und war bei einigen Rennen der deutschen Formel Renault am Start. 2004 wechselte Perera zum Prema Powerteam in die Formel-3-Euroserie und wurde Achter in der Gesamtwertung. Auch in der nächsten Saison war Perera fürs Prema Powerteam in der Formel-3-Euroserie aktiv und wurde Vierter im Gesamtklassement. Daraufhin wechselte Perera 2006 zu DAMS in die GP2-Serie. Am Saisonende belegte er Platz 16 in der Gesamtwertung. Sein bestes Resultat war Platz zwei in Monaco. Außerdem ging Perera für Interwetten Racing bei zwei Rennen der World Series by Renault an den Start.
2007 wechselte Perera nach Amerika und wurde mit Condor Motorsports Vizemeister in der Champ-Car-Formel-Atlantic. Für 2008 unterschrieb Perera bei Conquest Racing und sollte in der Champ Car World Series starten, doch auf Grund der Fusion der Champ Car World Series mit der IndyCar Series startete der Franzose nur bei einigen Rennen der Indy Car Series. Im weiteren Saisonverlauf war Perera eine halbe Saison in der Indy Lights aktiv und wurde 17. in der Gesamtwertung.
Zur Mitte der Saison 2009 wechselte Perera zurück in die GP2-Serie zu David Price Racing und belegte nach acht Rennwochenenden ohne Punkte geholt zu haben den 28. Gesamtrang. Zum neunten Rennwochenende wurde er durch Johnny Cecotto jr. ersetzt. 2010 fuhr er in der Superleague-Formula für verschiedene Teams und erreichte drei Podestplätze und einen 6. Platz in der Meisterschaft.
Seit 2012 fährt Franck Perera GT-Rennen in verschiedenen Meisterschaften wie der International GT Open, der Blancpain Endurance Series, der französischen GT-Meisterschaft oder der European Le Mans Series, in der er 2015 die GT-Fahrer-Gesamtwertung gewinnen konnte. Seit 2018 ist Perera Werksfahrer für Lamborghini und wurde von 2018 bis 2022 vorwiegend im ADAC GT Masters eingesetzt. Dort erreichte er einen Rennsieg, mehrere Podestplätze und einen fünften Platz in der Gesamtwertung 2022. Für die Saison 2023 wechselt er nach einem Gaststart 2022 als Stammfahrer in die DTM. Er gewann den Saisonauftakt und wurde damit der erste französische DTM-Rennsieger seit 2005 Jean Alesi.

## Statistik

### Karrierestationen
| - 1995–2001:Kartsport - 2001: Italienische Formel Renault Winterserie - 2002: Italienische Formel Renault (Platz 8) - 2003: Italienische Formel Renault (Meister) - 2004: Formel-3-Euroserie (Platz 8) - 2005: Formel-3-Euroserie (Platz 4) - 2005: Formel 1 (Testfahrer) - 2006: GP2-Serie (Platz 16) - 2007: Champ Car Atlantic (Platz 2) - 2008: Indy Lights (Platz 17) - 2009: GP2-Serie (Platz 28) | - 2010: Superleague Formula - 2012: International GT Open - 2013: französische GT-Meisterschaft (Platz 5) - 2014: European Le Mans Series-GTC (Platz 14) - 2015: European Le Mans Series-GTC (Meister) - 2016: Blancpain GT Series Sprint Cup (Platz 12) - 2017: Blancpain GT Series Sprint Cup (Platz 3) - 2017: Blancpain GT Series Endurance Cup (Platz 3) - 2018: ADAC GT Masters (Platz 34) - 2019: ADAC GT Masters (Platz 10) - 2020: ADAC GT Masters (Platz 8) | - 2021: ADAC GT Masters (Platz 7) - 2022: ADAC GT Masters (Platz 5) - 2022: DTM (Gaststart) - 2023: DTM (Platz 12) - 2024: International GT Challenge - 2024: GT World Challenge Europe Endurance Cup - 2024: FIA-Langstrecken-Weltmeisterschaft - 2024: DTM |

### Le-Mans-Ergebnisse
| Jahr | Team         | Fahrzeug                      | Teamkollege     | Teamkollege       | Platzierung | Ausfallgrund |
| ---- | ------------ | ----------------------------- | --------------- | ----------------- | ----------- | ------------ |
| 2024 | Iron Lynx    | Lamborghini Huracán GT3 Evo 2 | Matteo Cressoni | Claudio Schiavoni | Rang 44     |              |
| 2025 | Panis Racing | Oreca 07                      | Oliver Gray     | Esteban Masson    | Rang 19     |              |

### Sebring-Ergebnisse
| Jahr | Team                    | Fahrzeug                      | Teamkollege      | Teamkollege       | Platzierung | Ausfallgrund  |
| ---- | ----------------------- | ----------------------------- | ---------------- | ----------------- | ----------- | ------------- |
| 2020 | GRT Grasser Racing Team | Lamborghini Huracán GT3       | Richard Heistand | Steijn Schothorst | Ausfall     | Antriebswelle |
| 2021 | GRT Grasser Racing Team | Lamborghini Huracán GT3       | Tim Zimmermann   | Stephen Simpson   | Ausfall     | Motorschaden  |
| 2023 | Iron Lynx               | Lamborghini Huracán GT3 Evo 2 | Jordan Pepper    | Romain Grosjean   | Rang 17     |               |
| 2024 | Iron Lynx               | Lamborghini Huracán GT3 Evo 2 | Jordan Pepper    | Mirko Bortolotti  | Rang 22     |               |

### Einzelergebnisse in der FIA-Langstrecken-Weltmeisterschaft
| Saison | Team         | Rennwagen               | 1   | 2   | 3   | 4   | 5   | 6   | 7   | 8   |
| ------ | ------------ | ----------------------- | --- | --- | --- | --- | --- | --- | --- | --- |
| 2024   | Iron Lynx    | Lamborghini Huracán GT3 | KAT | IMO | SPA | LEM | SAO | AUS | FUJ | BAH |
| 2024   | Iron Lynx    | Lamborghini Huracán GT3 | 27  | 30  | 18  | 44  | 32  | 27  | 25  |     |
| 2025   | Panis Racing | Oreca 07                | KAT | IMO | SPA | LEM | SAO | AUS | FUJ | BAH |
| 2025   | Panis Racing | Oreca 07                | 19  |     |     |     |     |     |     |     |